# محمد الزمزمي (لاعب أولمبي)
محمد الزمزمي (03 يوليو 1991) من أبرز لاعبي القوى التونسين في الألعاب البارالمبية الصيفية.

## الإنجازات
في الألعاب البارلمبية الصيفية 2012 في لندن، فاز محمد الزمزمي بميدالية برونزية في رياضة رمي القرص. وفي بطولة العالم لرياضة المعاقين، في مدينة ليون الفرنسية، فاز بميدالية فضية في نفس الرياضة واختصاص F51.

## مواضيع ذات علاقة
- تونس في الألعاب البارالمبية الصيفية 2012
- تونس في الألعاب البارالمبية

## روابط خارجية
- محمد الزمزمي على موقع Paralympic.org (الإنجليزية)
- محمد الزمزمي على موقع IPC.InfostradaSports.com (مؤرشف) (الإنجليزية)